# Johan Åkerman (nationalekonom)
Johan Henrik Åkerman, född 31 mars 1896 i Danderyd, död 12 juli 1982 i Höör, Skåne, var en svensk nationalekonom och professor.

## Utbildning
Johan Åkerman blev civilekonom vid Handelshögskolan i Stockholm 1918, där han var Handelshögskolans i Stockholm studentkårs ordförande 1917-1918. Han studerade därefter vid Harvard University 1919-1920, och åter i Sverige studerade han bland annat statistik i Uppsala och Lund. Han blev filosofie kandidat 1924 och filosofie doktor 1929 med avhandlingen Om det ekonomiska livets rytmik som var den första svenska doktorsavhandling som innehöll inslag av ekonometri.

## Karriär
Åkerman blev docent i nationalekonomi och ekonomisk statistik vid Lunds universitet 1932 och professor i nationalekonomi 1943–1961, åren 1943–1947 vid juridiska fakulteten, i nationalekonomi med finansrätt, och 1947–1961 vid filosofiska fakulteten, i nationalekonomi.

## Familj
Johan Åkerman var son till envoyén Henrik Åkerman och friherrinnan Louise Åkerman, född Liljencrantz, samt yngre bror till nationalekonomen Gustaf Åkerman. Johan Åkerman är far till Nordal Åkerman.